# Eidskog
Eidskog est une commune norvégienne située dans le comté d'Innlandet, dont le centre administratif est Skotterud.

## Géographie
La commune s'étend sur 640,39 km2 à l'extrémité sud-est du comté. Elle comprend les villages de Skotterud, Magnor, Matrand et Tobol.